# Mario Griguol
Mario Luis Griguol Avalos (* 4. April 1937 in Córdoba) ist ein ehemaliger argentinischer Fußballspieler und -trainer. Der Stürmer wurde 1968 chilenischer Meister.

## Karriere

### Spieler
Mario Griguols Fußballkarriere begann 1955 beim CA Las Palmas, der in seinem Debütjahr den Aufstieg von der Liga Cordobesa Ascenso in die Liga Cordobesa schaffte. Zur Saison 1958 wechselte der Offensivakteur zu Atlanta in die argentinische Primera División und wurde 1962 von Spitzenklub River Plate verpflichtet. Nach einer weiteren Station 1964 bei Ferro Carril Oeste kam er zu San Luis in die chilenische Primera División. Nach dem Abstieg 1967 wechselte er zu den Santiago Wanderers, mit denen er 1968 die Meisterschaft gewann. In seinem letzten Karrierejahr kam er mit den Wanderers in der Copa Libertadores 1969 in die zweite Gruppenphase. Zwischen 1959 und 1961 stand Griguol bei vier inoffiziellen Länderspielen auf dem Platz.

### Trainer
Griguol war als Trainer bei verschiedenen Klubs in Argentinien aktiv. Er trainiert die Frauenmannschaft von Racing Club und wechselte 2006 zum CA Belgrano, wo er nach der Profimannschaft auch die Jugend trainierte. Zudem stand er beim CA Tigre und Unión de Santa Fe an der Seitenlinie.

## Erfolge
Atlante
- Sieger der Copa Suecia: 1958

Santiago Wanderers
- Chilenischer Meister: 1968